# Diego Velazquez (ator)
Diego Velazquez (Portland, 5 de dezembro de 2001) é um ator americano conhecido por interpretar Billy Thunderman no sitcom da Nickelodon The Thundermans.

## Biografia
Diego Velazquez teve seu primeiro papel com 7 anos como Patrick Crowley no filme Extraordinary Measures estrelando Harrison Ford. Em seguida apareceu na série de TV Leverage como Nathan Ford Jovem e co-estrelou em Grimm. Ele interpreta o papel de Billy Thunderman no sitcom The Thundermans.
Velazquez também apareceu em uma série de anúncios e vídeos promocionais. Em 2014, a Nickleodeon lançou um disco chamado, "The Fakest Song Ever", com Velazquez, Jack Griffo, Cameron Ocasio, Curtis Harris e Benjamin Flores Jr.

## Filmografia
- 2009: The City of Your Final Destination - Pessoas úteis no terminal de ônibus
- 2010: Extraordinary Measures - Patrick Crowley
- 2010: Blackstar Warrior - Jawa
- 2010: Leverage - Nathan Ford Jovem
- 2012: Grimm - Filho
- 2013–2018: The Thundermans - Billy Thunderman
- 2013: More Porkchop - Muhley
- 2014: The Haunted Hathaways - Billy Thunderman
- 2015: Ho Ho Holiday Special - Neto #1
- 2019: Zoe Valentine - Brody Clemens
- 2024: The Thundermans Return - Billy Thunderman